# Stevenson Archer (Politiker, 1827)

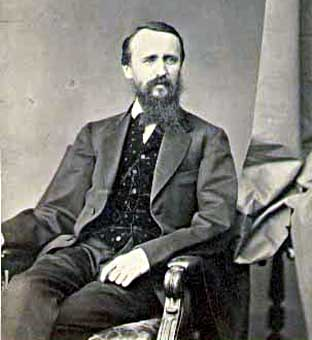
Stevenson Archer

Stevenson Archer (* 28. Februar 1827 auf der Plantage Medical Hall bei Churchville, Harford County, Maryland; † 2. August 1898 in Bel Air, Maryland) war ein US-amerikanischer Politiker. Zwischen 1867 und 1875 vertrat er den Bundesstaat Maryland im US-Repräsentantenhaus.

## Werdegang
Stevenson Archer entstammte einer bekannten Politikerfamilie. Sowohl sein gleichnamiger Vater Stevenson (1786–1848) als auch sein Großvater John Archer (1741–1810) vertraten den Staat Maryland im US-Repräsentantenhaus. Er besuchte die Bel Air Academy und studierte danach bis 1848 am Princeton College. Nach einem anschließenden Jurastudium und seiner 1850 erfolgten Zulassung als Rechtsanwalt begann er in diesem Beruf zu arbeiten. Gleichzeitig schlug er als Mitglied der Demokratischen Partei eine politische Laufbahn ein. Im Jahr 1854 wurde er in das Abgeordnetenhaus von Maryland gewählt.
Bei den Kongresswahlen des Jahres 1866 wurde Archer im zweiten Wahlbezirk von Maryland in das US-Repräsentantenhaus in Washington, D.C. gewählt, wo er am 4. März 1867 die Nachfolge von John Lewis Thomas antrat. Nach drei Wiederwahlen konnte er bis zum 3. März 1875 vier Legislaturperioden im Kongress absolvieren. Bis 1869 war die Arbeit des Kongresses von den Spannungen zwischen der Republikanischen Partei und Präsident Andrew Johnson geprägt, die in einem nur knapp gescheiterten Amtsenthebungsverfahren gipfelten. In den Jahren 1868 bzw. 1870 wurden der 14. und der 15. Verfassungszusatz ratifiziert. 1874 wurde Archer von seiner Partei nicht zur Wiederwahl nominiert.
Nach dem Ende seiner Zeit im US-Repräsentantenhaus praktizierte Stevenson Archer wieder als Anwalt. Zwischen 1886 und 1890 war er Finanzminister (Treasurer) von Maryland. Im Jahr 1890 wurde ihm Veruntreuung von Staatsgeldern vorgeworfen. Aus diesem Grunde wurde er aus dem Amt des Finanzministers entlassen und zu fünf Jahren Gefängnis verurteilt. Im Mai 1894 wurde er aus gesundheitlichen Gründen begnadigt. Er starb am 2. August 1898. Er war Sklavenhalter.